# Paracercion malayanum
Paracercion malayanum – gatunek ważki z rodziny łątkowatych (Coenagrionidae). Zamieszkuje Azję Południową i Południowo-Wschodnią – od Indii po Indonezję i Filipiny. W nowszych wersjach World Odonata List takson ten uznawany jest za prawdopodobny synonim Paracercion melanotum.